# Qバート
『Qバート』（英: Q*bert）は、1982年10月にアメリカ合衆国のゴットリーブ（現・Columbia Pictures Industries）からリリースされたアーケード用ドットイートゲーム。日本ではコナミから1983年にリリースされた 。
主人公の「Qバート」を操作し、敵を避けてブロックの山をジャンプして色を付けていき、全てのブロックに色をつければステージクリアとなる内容。開発はゴットリーブが行い、ゲーム・デザインおよびプログラムは後に『Joust 2: Survival of the Fittest』（1986年）を手掛けたワーレン・デイビスが担当、音楽は『Reactor』（1982年）を手掛けたデヴィッド・ティールが担当している。
後にAtari 2600、Atari 5200、オセロマルチビジョン、NESなどの家庭用ゲーム機やコモドール64、PC/AT互換機、MSXなどのパソコン各種への移植が幾度も行われており、他のレトロゲームとともにインターネットアーカイブにて公開されている。

## 概要
1982年のAmusement & Music Operators Association (AMOA) Showにて、パーカー・ブラザーズは本作の家庭用移植に関するライセンスを取得したと発表した。移植版第1作となるAtari 2600版を発売したのち、1983年から84年にかけてでAtari 5200、インテレビジョン、コレコビジョン向けの移植版を出した他、VIC-1001、TI-99/4A コモドール64といった8ビットパソコン向けの移植版も発売し、卓上サイズの電子ゲーム版も発売した。電子ゲーム版は、当時のゲームとしては珍しい蛍光表示管を用いて表示されており、コレクターズ・アイテムとして知られるようになった。パーカー・ブラザーズは、ヨーロッパ向けとしてフィリップス・ビデオパック向けの移植も行った他、日本向けにはツクダオリジナルのオセロマルチビジョン、互換元機セガのSG-1000、互換機パイオニアのTV VIDEO GAME PACK SD-G5への移植も行った。また、北米にはNintendo Entertainment Systemへの移植がウルトラゲームズによって行われていた。
1986年には国内でアーケード版を販売したコナミからMSX版Qバートが日本とヨーロッパで発売された。このバージョンはQバートの続篇である"Q*bert's Qubes"が基になっており、主人公キャラがMSX開発部のマスコットキャラである「アップ君」に変更されている。また、二人対戦にも対応している。
1992年、リアルタイム・アソシエーツはスーパーファミコン向けソフト『Qバート 3』の開発・発売を行った。日本ではバップから発売された。
オリジナルのQバートに関わったジェフ・リーは『Qバート3』にて再びグラフィックを担当した。
『Qバート 3』はアーケード版『Qバート』に近いプレイだが、ゲームボーイ版では変更が加えられている。また、敵の種類も増えた。

## ゲーム内容
Qバートを操作して敵をよけながらブロックの山をジャンプして色を付け、全てのブロックに色をつければステージクリアとなる。ただしQバートは斜めにしか移動できない上、敵と接触するかキューブの山の外へ出るとゲームオーバーとなる。ステージによっては頂上まで連れて行ってくれるフロートが用意されていることもある。

## キャラクター
Qバート（Q*bert）
ゲームの主人公、蛸のような顔に2本足が付いたキャラクター。斜めに隣り合う立方体であれば自由に行き来する事が可能。移動すると移動先の立方体の色が変化する。
コイリー（Coily）
最初に出現する蛇の敵キャラクター。
アグ＆ロングウェイ（Ugg and Wrongway）
双子の小悪魔の敵キャラクター。
スリック&サム（Slick and Sam）
緑色の敵キャラクターで、一人はサングラスをかけている。乗った立方体の色を変えてしまう。触れてもミスにならず消滅する。

## 他機種版
| No. | タイトル        | 発売日                         | 対応機種                                                                                                | 開発元                          | 発売元                          | メディア                        | 型式                                | 備考 |
| --- | --------------- | ------------------------------ | --- | ------------------------------- | ------------------------------- | ------------------------------- | ----------------------------------- | ---- |
| 1   | Q*bert          | 1982年 1983年                  | Videopac G7000 Magnavox Odyssey²                                                                        | ゴットリーブ                    | パーカー・ブラザーズ            | ロムカセット フロッピーディスク | -                                   |      |
| 2   | Q*bert          | 1983年                         | Atari 2600 Atari 5200 Atari 8ビット・コンピュータ VIC-1001 インテレビジョン コモドール64 コレコビジョン | Adrenalin Entertainment         | パーカー・ブラザーズ            | ロムカセット フロッピーディスク | PB5360 9500 1120 PB6360 PB1550 9800 |      |
| 3   | Q*bert          | 1983年                         | BBC Micro コモドール64                                                                                  | Adrenalin Entertainment         | パーカー・ブラザーズ            | フロッピーディスク              | -                                   |      |
| 4   | Qバート         | 1983年                         | オセロマルチビジョン                                                                                    | ツクダオリジナル                | ツクダオリジナル                | ロムカセット                    | OM-G001                             |      |
| 5   | Q*bert          | 1984年                         | PC/AT互換機 TI-99/4A                                                                                    | パーカー・ブラザーズ            | パーカー・ブラザーズ            | フロッピーディスク              | PB1620                              |      |
| 6   | Qバート         | 1986年 1987年                  | MSX | コナミ                          | コナミ                          | ロムカセット                    | RC746                               |      |
| 7   | Q*bert          | 1989年2月                      | NES | コナミ                          | Ultra Games                     | ロムカセット                    | NES-QB-USA                          |      |
| 8   | Qバート         | 1992年1月14日 1992年2月 1992年 | ゲームボーイ                                                                                            | Realtime Associates             | ジャレコ                        | ロムカセット                    | DMG-QTJ DMG-QT-USA DMG-P-QT         |      |
| 9   | Q*bert          | 2003年6月13日                  | J2ME | Centerscore                     | ソニー・ピクチャーズ モバイル   | ダウンロード                    | -                                   |      |
| 10  | Q*bert          | 2007年2月22日 2007年4月17日    | PlayStation 3 （PlayStation Network）                                                                   | ソニー                          | ソニー                          | ダウンロード                    | -                                   |      |
| 11  | Q*bert          | 2009年7月28日                  | iPhone iPod touch （iOS）                                                                               |                                 | Handmark                        | ダウンロード                    | 325065512                           |      |
| 12  | Q*bert Rebooted | INT 2014年7月1日               | Linux Macintosh Windows                                                                                 | Gonzo Games Sideline Amusements | Gonzo Games Sideline Amusements | ダウンロード （Steam）          | -                                   |      |
| 13  | Q*bert Rebooted | INT 2015年2月17日              | PlayStation 3 PlayStation 4 PlayStation Vita （PlayStation Network）                                    | Gonzo Games Sideline Amusements | LOOT Entertainment              | ダウンロード                    | -                                   |      |
| 14  | Q*bert Rebooted | INT 2015年7月20日              | iPhone iPod                                                                                             | Gonzo Games Sideline Amusements | Sideline Amusements             | ダウンロード                    | -                                   |      |
| 15  | Q*bert Rebooted | INT 2015年7月30日              | iPhone iPod                                                                                             | Gonzo Games Sideline Amusements | Sideline Amusements             | ダウンロード                    | -                                   |      |
| 16  | Q*bert Rebooted | INT 2016年2月12日              | Xbox One                                                                                                | Gonzo Games Sideline Amusements | LOOT Entertainment              | ダウンロード                    | -                                   |      |

## スタッフ
アーケード版
- デザイン、プログラム：ワーレン・デイビス
- グラフィック：ジェフリー・P・リー
- オーディオ：デヴィッド・ティール
- キャビネット・イラストレーション：テリー・ドゥーアーザフ

ゲームボーイ版
- プログラム：スティーヴン・エッティンガー
- グラフィック：コニー・ゴールドマン
- 音楽：ジョージ・アリスター・サンガー
- プロデュース、ディレクト：デヴィッド・ウォーホル

## 評価
MSX版
MSX専門誌『MSXマガジン』1987年3月号の「MSX SOFTレビュー」では、「アルカノイドと同じように、遊び始めると夢中になるゲーム」として以下のように評価した。
| 項目 | グラフィック | キャラクタ | BGM      | 操作性   | 総合     |
| 得点 | 3/5stars     | 4/5stars   | 3/5stars | 4/5stars | 3/5stars |

ゲームボーイ版
ゲーム誌『ファミコン通信』の「クロスレビュー」では合計25点（満40点）、『ファミリーコンピュータMagazine』の読者投票による「ゲーム通信簿」での評価は以下の通りとなっており、16.3点（満30点）となっている。
| 項目 | キャラクタ | 音楽 | お買い得度 | 操作性 | 熱中度 | オリジナリティ | 総合 |
| 得点 | 2.8        | 2.6  | 2.6        | 2.9    | 2.8    | 2.7            | 16.3 |

## 関連作品
他作品への登場
ディズニーのアニメ映画『シュガー・ラッシュ』（2012年）にQバートを含む本作のキャラクターが登場。ゲームセンターから筐体が撤去されてホームレスになっているところをラルフに励まされたのを機に、彼らはラルフの旅に同行し、フェリックスにラルフがおかしくなりつつあることを知らせるなど重要な役割を演じた。なお、QバートはQバート語という記号を組み合わせたような言語で話しており、フェリックスもQバート語を少し話せる。エンディングではフェリックスのゲームのボーナスステージに本作の敵キャラクターが登場し、Qバートはフェリックスの助手として登場している。
Qバートはソニー・ピクチャーズ エンタテインメントの映画『ピクセル』（2015年）にも登場しており、劇中ではパックマン撃破に対するゲームトロフィーとして登場している。